# Spiel des Jahres
Spiel des Jahres (tysk for årets spil) er en kritikerpris, der uddeles til bræt- og kortspil, som udgives på tysk. Den er blevet uddelt siden 1979, og regnes for den meste prestigefyldte pris inden for spilbranchen. Siden 2001 er der også blevet uddelt en pris til børnespil, Kinderspiel des Jahres, og i 2011 blev der indført en kenderpris til mere komplekse spil, Kennerspiel des Jahres. Der bliver desuden uddelt specialpriser.

## Vindere

### Årets spil
| År   | Vindende spil                        | Designer                                                                                           | Udgiver                     |
| ---- | ------------------------------------ | -------------------------------------------------------------------------------------------------- | --------------------------- |
| 2017 | Kingdomino                           | Bruno Cathala                                                                                      | Pegasus Spiele              |
| 2016 | Codenames                            | Vlaada Chvatil                                                                                     | Czech Games Edition         |
| 2015 | Colt Express                         | Christophe Raimbault                                                                               | Ludonaute                   |
| 2014 | Camel Up                             | Steffen Bogen                                                                                      | Pegasus Spiele              |
| 2013 | Hanabi                               | Antoine Bauza                                                                                      | Abacusspiele                |
| 2012 | Kingdom Builder                      | Donald X. Vaccarino                                                                                | Queen Games                 |
| 2011 | Qwirkle                              | Susan McKinley Ross                                                                                | Schmidt Spiele              |
| 2010 | Dixit                                | Jean-Louis Roubira                                                                                 | Libellud                    |
| 2009 | Dominion                             | Donald X. Vaccarino                                                                                | Hans im Glück               |
| 2008 | Keltis                               | Reiner Knizia                                                                                      | Kosmos                      |
| 2007 | Zooloretto                           | Michael Schacht                                                                                    | Abacusspiele                |
| 2006 | Thurn und Taxis (spil)               | Andreas Seyfarth og Karen Seyfarth                                                                 | Hans im Glück               |
| 2005 | Niagara                              | Thomas Liesching                                                                                   | Zoch Verlag                 |
| 2004 | Ticket to Ride                       | Alan R. Moon                                                                                       | Days of Wonder              |
| 2003 | Alhambra                             | Dirk Henn                                                                                          | Queen Games                 |
| 2002 | Villa Paletti                        | Bill Payne                                                                                         | Zoch Verlag                 |
| 2001 | Carcassonne                          | Klaus-Jürgen Wrede                                                                                 | Hans im Glück               |
| 2000 | Torres                               | Wolfgang Kramer og Michael Kiesling                                                                | Ravensburger                |
| 1999 | Tikal                                | Wolfgang Kramer og Michael Kiesling                                                                | Ravensburger                |
| 1998 | Elfenland                            | Alan R. Moon                                                                                       | Amigo Spiele                |
| 1997 | Mississippi Queen                    | Werner Hodel                                                                                       | Goldsieber                  |
| 1996 | El Grande                            | Wolfgang Kramer og Richard Ulrich                                                                  | Hans im Glück               |
| 1995 | Settlers                             | Klaus Teuber                                                                                       | Kosmos                      |
| 1994 | Manhattan                            | Andreas Seyfarth                                                                                   | Hans im Glück               |
| 1993 | Call My Bluff                        | Richard Borg                                                                                       | F.X. Schmid                 |
| 1992 | Um Reifenbreite                      | Rob Bontenbal                                                                                      | Jumbo Games                 |
| 1991 | Drunter und Drüber                   | Klaus Teuber                                                                                       | Hans im Glück               |
| 1990 | Hoity Toity                          | Klaus Teuber                                                                                       | F.X. Schmid                 |
| 1989 | Café International                   | Rudi Hoffmann                                                                                      | Mattel                      |
| 1988 | Barbarossa                           | Klaus Teuber                                                                                       | Altenburger und Stralsunder |
| 1987 | Auf Achse                            | Wolfgang Kramer                                                                                    | F.X. Schmid                 |
| 1986 | Top Secret Spies                     | Wolfgang Kramer                                                                                    | Ravensburger                |
| 1985 | Sherlock Holmes Consulting Detective | Raymond Edwards, Suzanne Goldberg og Gary Grady                                                    | Kosmos                      |
| 1984 | Railway Rivals                       | David Watts                                                                                        | Schmidt Spiele              |
| 1983 | Scotland Yard                        | Werner Schlegel, Dorothy Garrels, Fritz Ifland, Manfred Burggraf, Werner Scheerer og Wolf Hoermann | Ravensburger                |
| 1982 | Enchanted Forest                     | Alex Randolph og Michel Matschoss                                                                  | Ravensburger                |
| 1981 | Focus                                | Sid Sackson                                                                                        | Parker Brothers             |
| 1980 | Rummikub                             | Ephraim Hertzano                                                                                   | Intelli                     |
| 1979 | Haren & Skildpadden                  | David Parlett                                                                                      | Ravensburger                |

### Årets børnespil
Før 2001 er prisen uddelt som en specialpris.
| År   | Vindende spil                        | Designer                          | Udgiver                              |
| ---- | ------------------------------------ | --------------------------------- | ------------------------------------ |
| 2017 | ICECOOL                              | Brian Gomez                       | Amigo                                |
| 2016 | Stone Age Junior                     | Marco Teubner                     | Hans im Glück                        |
| 2015 | Spinderella                          | Roberto Fraga                     | Zoch Verlag                          |
| 2014 | Geister, Geister, Schatzsuchmeister! | Brian Yu                          | Mattel                               |
| 2013 | Der verzauberte Turm                 | Inka Brand og Markus Brand        | Schmidt Spiele og Drei Magier Spiele |
| 2012 | Schnappt Hubi!                       | Steffen Bogen                     | Ravensburger                         |
| 2011 | Da ist der Wurm drin                 | Carmen Kleinert                   | Zoch Verlag                          |
| 2010 | Diego Drachenzahn                    | Manfred Ludwig                    | Haba                                 |
| 2009 | Das magische Labyrinth               | Dirk Baumann                      | Schmidt Spiele                       |
| 2008 | Wer war´s?                           | Reiner Knizia                     | Ravensburger                         |
| 2007 | Beppo der Bock                       | Peter Schackert                   | Huch & Friends                       |
| 2006 | Der Schwarze Pirat                   | Guido Hoffmann                    | Habermaaß GmbH                       |
| 2005 | Das Kleine Gespenst                  | Kai Haferkamp                     | Kosmos                               |
| 2004 | Geistertreppe                        | Michelle Schanen                  | Drei Magier Spiele                   |
| 2003 | Viva Topo!                           | Manfred Ludwig                    | Selecta                              |
| 2002 | Maskenball der Käfer                 | Peter-Paul Joopen                 | Selecta                              |
| 2001 | Klondike                             | Christian Wolf og Stefanie Rohner | Habermaaß                            |
| 2000 | Arbos                                | Armin Müller og Martin Arnold     | M+A Spiel                            |
| 1999 | Kayanak                              | Peter-Paul Joopen                 | Habermaaß                            |
| 1998 | Chicken Cha Cha Cha                  | Klaus Zoch                        | Zoch Verlag                          |
| 1997 | Leinen Los!                          | Alex Randolph                     | Habermaaß                            |
| 1996 | Vier zu Mier                         | Heike Baum                        | Altenburger und Stralsunder          |
| 1995 | Karambolage                          | Heinz Meister                     | Habermaaß                            |
| 1994 | Loopin' Louie                        | Carol Wiseley                     | Milton Bradley                       |
| 1993 | Ringel Rangel                        | Geni Wyss                         | Habermaaß                            |
| 1992 | Schweinsgalopp                       | Heinz Meister                     | Ravensburger                         |
| 1991 | Corsaro                              | Wolfgang Kramer                   | Herder publishers                    |
| 1990 | Das Geisterschloss                   | Virginia Charves                  | F.X. Schmid                          |
| 1989 | Gute Freunde                         | Alex Randolph                     | Selecta                              |

### Årets kenderspil
| År   | Vindende spil          | Designer                             | Udgiver          |
| ---- | ---------------------- | ------------------------------------ | ---------------- |
| 2017 | Exit                   | Inka Brand og Markus Brand           | Kosmos           |
| 2016 | Isle of Skye           | Andreas Pelikan og Alexander Pfister | Lookout Spiele   |
| 2015 | Broom Service          | Andreas Pelikan og Alexander Pfister | Ravensburger     |
| 2014 | Istanbul               | Rüdiger Dorn                         | Pegasus Spiele   |
| 2013 | Die Legenden von Andor | Michael Menzel                       | Kosmos           |
| 2012 | Village                | Inka Brand og Markus Brand           | eggertspiele     |
| 2011 | 7 Wonders              | Antoine Bauza                        | Repos Production |

### Specialpriser
| År   | Specialpris                            | Vindende spil                     | Designer                        | Udgiver                         |
| ---- | -------------------------------------- | --------------------------------- | ------------------------------- | ------------------------------- |
| 2006 | Bedste komplicerede spil               | Caylus                            | William Attia                   | Ẏstari Games                    |
| 2006 | Bedste fantasy-spil                    | Shadows Over Camelot              | Serge Laget og Bruno Cathala    | Days of Wonder                  |
| 2005 | ingen uddeling af specialpriser        | ingen uddeling af specialpriser   | ingen uddeling af specialpriser | ingen uddeling af specialpriser |
| 2004 | ingen uddeling af specialpriser        | ingen uddeling af specialpriser   | ingen uddeling af specialpriser | ingen uddeling af specialpriser |
| 2003 | ingen uddeling af specialpriser        | ingen uddeling af specialpriser   | ingen uddeling af specialpriser | ingen uddeling af specialpriser |
| 2002 | ingen uddeling af specialpriser        | ingen uddeling af specialpriser   | ingen uddeling af specialpriser | ingen uddeling af specialpriser |
| 2001 | Bedste anvendelse af historien i spil  | Troia                             | Thomas Fackler                  | Zeitstein Spiele                |
| 2001 | Bedste anvendelse af litteratur i spil | Lord of the Rings                 | Reiner Knizia                   | Kosmos                          |
| 2000 | ingen uddeling af specialpriser        | ingen uddeling af specialpriser   | ingen uddeling af specialpriser | ingen uddeling af specialpriser |
| 1999 | ingen uddeling af specialpriser        | ingen uddeling af specialpriser   | ingen uddeling af specialpriser | ingen uddeling af specialpriser |
| 1998 | ingen uddeling af specialpriser        | ingen uddeling af specialpriser   | ingen uddeling af specialpriser | ingen uddeling af specialpriser |
| 1997 | Bedste spil med fysisk aktivitet       | Husarengolf                       | Torsten Marold                  | Abacus                          |
| 1997 | Smukkeste spil                         | Aztec                             | Niek Neuwahl                    | Zoch Spiele                     |
| 1996 | Bedste spil med fysisk aktivitet       | Carabande                         | Jean du Poel                    | Goldsieber                      |
| 1996 | Smukkeste spil                         | Venice Connection                 | Alex Randolph                   | Drei Magier Spiele              |
| 1995 | Bedste pusle-opgave                    | 3D Krimi-Puzzle                   | Ingen designer angivet          | Milton Bradley                  |
| 1995 | Smukkeste spil                         | Tri-Ba-Lance                      | Michael Sohre                   | Theta Promotions                |
| 1994 | Smukkeste spil                         | Doctor Faust                      | Reinhold Wittig                 | Blatz Spiele                    |
| 1993 | Smukkeste spil                         | Kula Kula                         | Reinhold Wittig                 | Blatz Spiele                    |
| 1992 | ingen uddeling af specialpriser        | ingen uddeling af specialpriser   | ingen uddeling af specialpriser | ingen uddeling af specialpriser |
| 1991 | Smukkeste spil                         | Master Labyrinth                  | Max Kobbert                     | Ravensburger                    |
| 1990 | Smukkeste spil                         | Life Style                        | Ingen designer angivet          | Ravensburger                    |
| 1989 | Smukkeste spil                         | Henne Berta                       | Geni Wyss                       | Habermaaß                       |
| 1988 | Bedste samarbejdsspil                  | Sauerbaum                         | Johannes Tranelis               | Herder                          |
| 1988 | Smukkeste spil                         | Inkognito                         | Alex Randolph og Leo Colovini   | Milton Bradley                  |
| 1987 | Smukkeste spil                         | Tatort Nachtexpress               | Jeff Smets                      | Jumbo Games                     |
| 1986 | Smukkeste spil                         | Müller & Sohn                     | Reinhold Wittig                 | Kosmos                          |
| 1985 | Smukkeste spil                         | Die drei Magier                   | Johann Rüttinger                | Drei Magier Spiele              |
| 1984 | Smukkeste spil                         | Uisge                             | Roland Siegers                  | Hexagames                       |
| 1983 | Smukkeste spil                         | Wir füttern die kleinen Nilpferde | Reinhold Wittig                 | Edition Perlhuhn                |
| 1982 | Smukkeste spil                         | Skript                            | Henri Sala                      | Jumbo Games                     |
| 1981 | Smukkeste spil                         | Ra                                | Marco Donadoni                  | International Team              |
| 1980 | Bedste pusle-opgave                    | Rubiks terning                    | Ernő Rubik                      | Arxon                           |
| 1980 | Smukkeste spil                         | Spiel                             | Reinhold Wittig                 | Edition Perlhuhn                |
| 1979 | Smukkeste spil                         | Seti                              | Ingen designer angivet          | Bütehorn                        |